# Sixten Jernberg

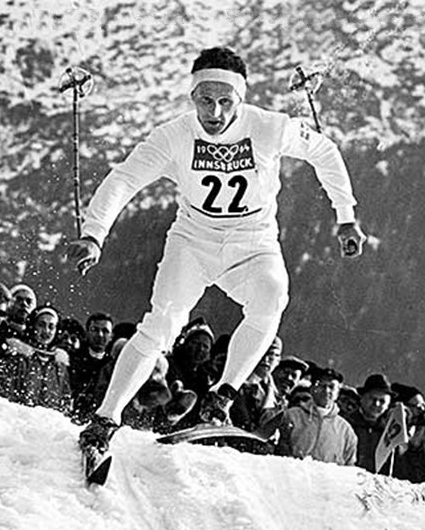
Sixten Jernberg in 1964

Edy Sixten Jernberg (Lima (Dalarna), 6 februari 1929 – Mora, 14 juli 2012) was een Zweedse langlaufer. Hij was een specialist op de lange afstanden.
Jernberg nam driemaal deel aan de Olympische Winterspelen (in 1956, 1960 en 1964), welke tevens als Wereldkampioenschappen langlaufen golden. Hij werd vier keer olympisch kampioen (en wereldkampioen), in 1956 op de 50 km, in 1960 op de 30 km en in 1964 op de 50 km en 4× 10 km. Daarnaast won hij nog drie zilveren en twee bronzen medailles. Daarmee staat hij zestiende op de lijst van succesvolste medaillewinnaars op de Olympische Winterspelen aller tijden. Toen Jernberg zijn negende olympische medaille won, was dat een record op de Olympische Winterspelen. Raisa Smetanina (in 1992), Bjørn Dæhlie (in 1998), Ole Einar Bjørndalen (in 2010), en Marit Bjorgen en Ireen Wüst (in 2018) streefden hem sindsdien voorbij. Claudia Pechstein en Ljoebov Jegorova wonnen beide eveneens negen medailles, maar hebben elk meer gouden plakken dan Jernberg.
In 1954, 1958 en 1962 nam Jernberg deel aan de wereldkampioenschappen. Hier behaalde hij vier wereldtitels. Zowel in Lahti 1958 als in Zakopane 1962 won hij de wereldtitel op de 4× 10 kilometer en op de 50 kilometer. In Falun 1954 won hij eerder brons op de 4 × 10 km, en in Lahti behaalde hij ook nog een bronzen medaille op de 30 km.
Behalve Olympische- en wereldtitels, won hij ook de edities van 1955 en 1960 van de Wasaloop.
In zijn geboorte- en levenslange woonplaats Lima staat zijn standbeeld bij het Sixten Jernberg Museum.

## Kampioenschappen
| Discipline | WK 1954 | OS 1956 | WK 1958 | OS 1960 | WK 1962 | OS 1964 |
| ---------- | ------- | ------- | ------- | ------- | ------- | ------- |
| 15 km      |         | Zilver  | 4e      | Zilver  |         | Brons   |
| 30 km      | 4e      | Zilver  | Brons   | Goud    | 10e     | 5e      |
| 50 km      |         | Goud    | Goud    | 5e      | Goud    | Goud    |
| 4 × 10 km  | Brons   | Brons   | Goud    | 4e      | Goud    | Goud    |